# 집성재

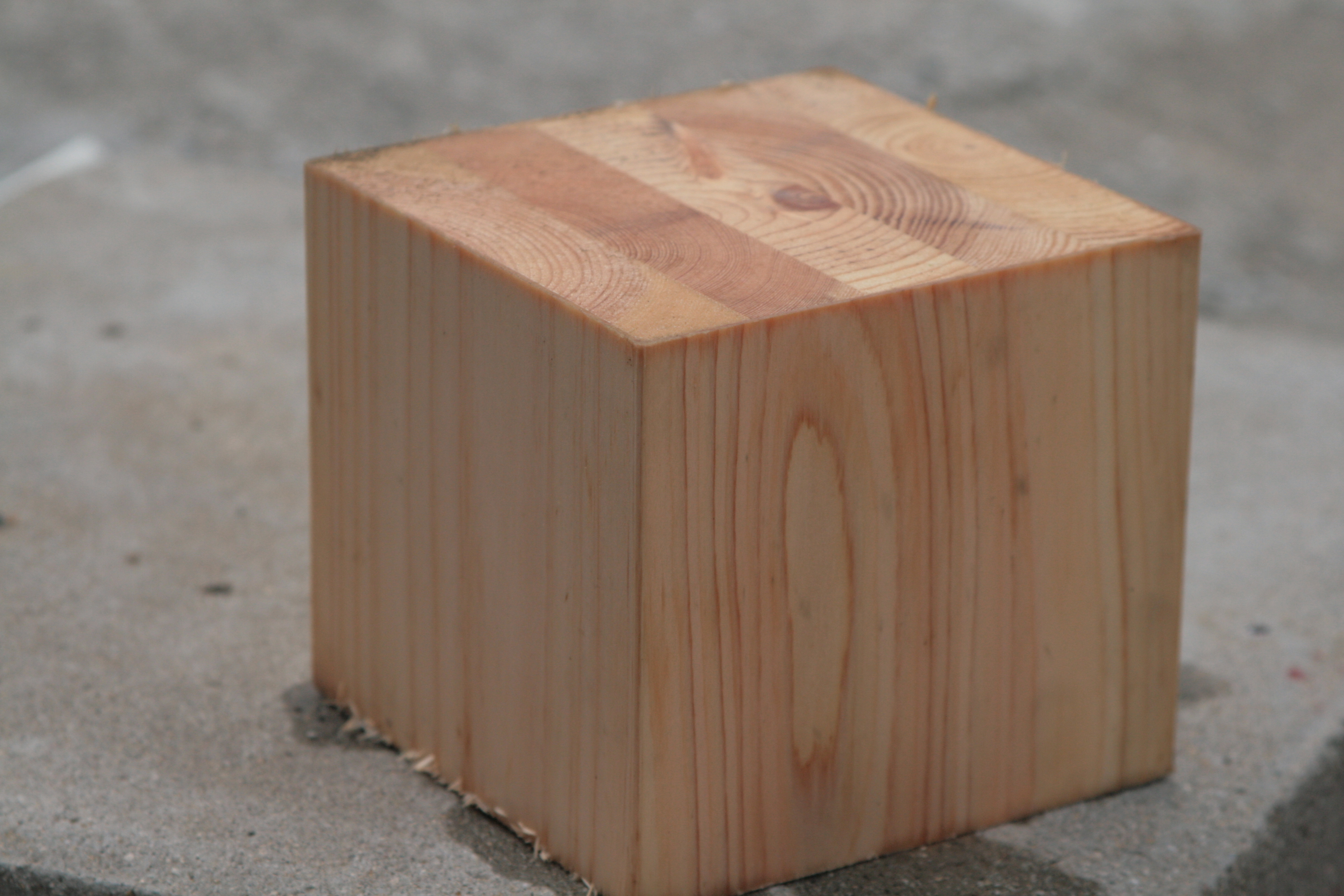
서로 다른 나이테와 하나의 나무결로 보이는 집성목,월넛유(walnut oil)에 노출되어도 이런 젖은 느낌의 색상을 띄게 된다.

집성재(集成材) 또는 집성목은 원목 나무의 부재를 기본적으로 섬유방향이 평행하게 하여 접착제 또는 및 이음방식으로 적층 집성 결합시킨 목재이다. 따라서 일반적으로 이러한 집성목은 나이테가 있는면을 폭으로 나무결 면을 길이로 다룬다. 집성목은 대표적인 원목가구의 제작시 널리 이용되는 원재료이다.

## 집성목
집성재(集成材) 또는 집성목(集成木)은 두께 2.5~5cm의 판자를 길이 방향으로 접착하여 가열ㆍ압축한 목재로 작은 나무를 모아 붙이거나 이음결합해서 굵게 만든 재목으로 원목을 보다 구체적으로 활용하는 원목의 가공물이다.  합판, MDF, 파티클보드(PB)등과는 가격,성질,제조방식등에서 구별되며 집성목은 원목의 성질을 가능한한 보다 많이 보장하고 원목의 단점을 보강하기 위해 가공기술력이 응용되고있다.

## 나이테
일반적인 집성목의 가공방식은 섬유방향이 평행하게 유지되는 전제하에 나뭇결 방향으로 절단한 면을 적층한 솔리드 방식(solid wood)과  나이테 방향의 핑거조인트(finger joint) 방식으로 결합한후 적층 집성가공한 집성목으로 나뉜다.
한편 솔리드 방식(solid  wood)은 CLT(Cross-laminated timber) 같은 방식으로 건축에 응용되기도 한다.
한편 나뭇결은 세로로 켠 나무의 면에 나타나는 무늬이다. 주로 나이테 때문에 생기는데, 켜는 각도에 따라 평행선 모양으로, 또는 물결무늬로 나타나기도 한다.
|                                                                                      |
| 집성목 솔리드(SOLID) 우드 파인(PINE) - 나무결(길이)과 나이테(폭)의 단면들 (두께18mm) |

## 구조용 집성재
구조용 집성재(構造用集成材)는 구조용으로 사용할 수 있도록 특정 규격의 품질 기준을 만족하는 층재를 섬유 방향으로 서로 평행하게 모아 접착한 제품이다.

## 원목가구
원목가구(solid wood furniture)를 만들때 사용하는 집성목의 목재는 하드계열과 소프트계열로 나누어볼 수 있는데  현장에서는 주로 하드(hard) 계열로는 오크나무,월넛나무,단풍나무,자작나무등이있고  소프트(soft) 계열로는 소나무,삼나무,오동나무,편백나무등이 사용된다.
일반적인 원목가구의  설계 및 제작시  하드계열과 소프트계열을 용도에 맞게 고려하는 것은 좋은 가구를 완성하는데 주요 요건중 하나이다. 나무종류에 따른 집성목들은 옷장,책상(desk)이나 의자(chair)등의 가구를 만드는데 있어서 부하 하중과 결합 볼트 또는 나사등의 체결력 그리고 장부와 장부구멍의 결합력에서 구조적인 여러 방향의 하중을 견디도록 설계하는데 많은 안정된 경험치를 보여준다. 이러한 원목가구의 마감칠로 기름을 먹이는 용도로는 건성이 비교적 높은 오동기름(梧桐기름,Tung oil)이나 린시드유(linseed油) 또는 순수 천연 호두 껍질을 짠 월넛유(walnut oil)등이 사용된다.
|                                             |                               |
| 핑거조인트(finger joint) 방식의 집성목 측면 | 핑거조인트 방식의 집성목 평면 |

## 같이 보기
- 철재
- 가구
- 전동드릴